# Budini (popolo)
I Budini (in greco antico: βουδῖνοι?) erano un antico popolo nomade, citato da Erodoto nelle sue Storie.

## Interpretazioni degli scritti di Erodoto
Nelle Storie, Erodoto dice che i Budini «Φτειροτραγέουσιν». 
Tale verbo è stato interpretato da alcuni studiosi come "mangiatori di pidocchi" e da altri come "mangiatori di pinoli".
La prima ipotesi si basa sull’idea che Erodoto volesse evidenziare un contrasto con i vicini Geloni, popolo considerato civile perché mangiatore di pane.
La seconda ipotesi invece, ovvero quella dei "mangiatori di pinoli", probabilmente è la più accreditata perché frequente nella maggior parte delle edizioni.
Già anticamente esisteva un forte disaccordo nelle fonti tra gli storici e geografi del tempo, in particolare Strabone, Pomponio Mela e Plinio il Vecchio, propendevano per l'interpretazione di "mangiatori di pidocchi", mentre Teofrasto sosteneva che senza ombra di dubbio si trattasse dei semi della pigna e reputava inverosimile la prima interpretazione sulla base della difficile afferrabilità del pidocchio e della sua inconsistenza fisica, non atta a soddisfare l'istinto della fame.